# Avtaar
Avtaar (în hindi अवतार, transliterat: Avtaar) este un film dramatic indian din 1983 regizat și produs de Mohan Kumar⁠(d), cu Rajesh Khanna⁠(d) și Shabana Azmi⁠(d) în rolurile principale și cu muzică compusă de Laxmikant-Pyarelal⁠(d). 